# Preromantiek

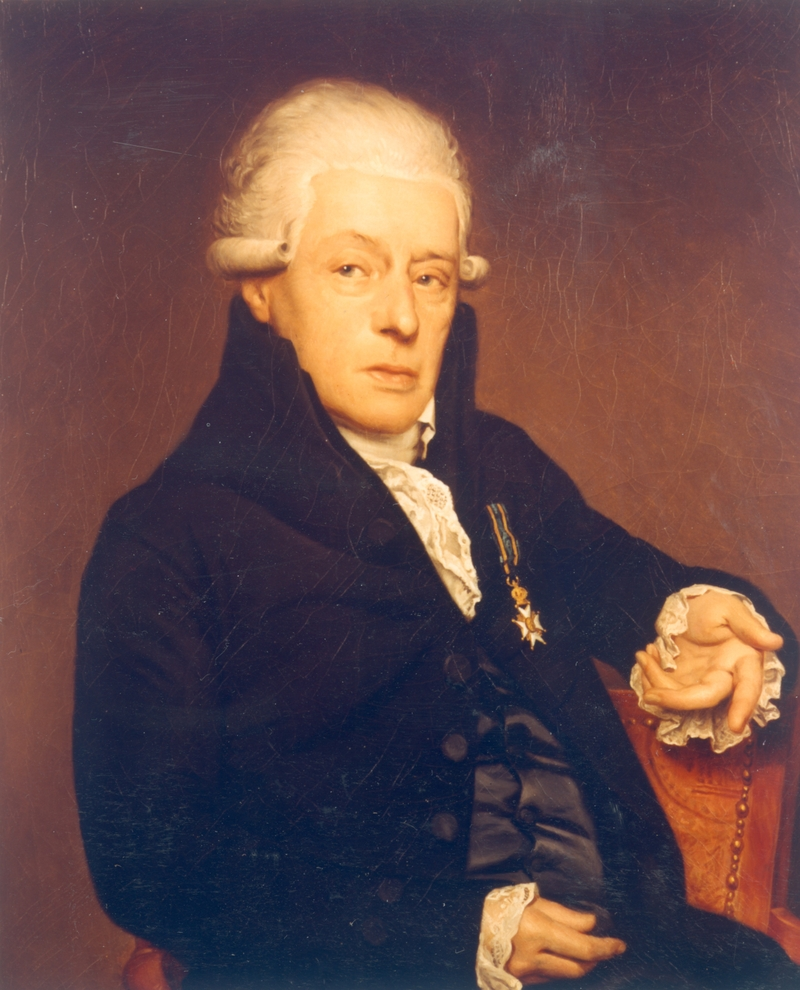
Portret van Rhijnvis Feith door Willem Bartel van der Kooi

De preromantiek is een literaire stroming tussen ongeveer 1740 en 1780 die op de romantiek vooruitliep.
In reactie op de meer rationalistische artistieke opvattingen van het classicisme legde de preromantiek de nadruk op intuïtie, gevoel en persoonlijke creativiteit. Overdrijving hiervan leidde tot een sterk sentimentalisme, dat pas in de romantiek op aanvaardbare wijze geïntegreerd zou worden. Typerend is de Engelse graveyard poetry (kerkhofpoëzie); daarnaast ontstonden de gothic novel en de sentimentalistische roman, vol deugdzame en edelmoedige helden en heldinnen.
In Frankrijk en Zwitserland kan Jean-Jacques Rousseau (1712-1778), en met name zijn Julie, ou la nouvelle Héloïse (1761) en Emile, of Over de opvoeding (1762) worden beschouwd als voorloper van de Romantiek.
Zijn latere, onvoltooid gebleven Les Rêveries du promeneur solitaire zijn ook freeds een uiting van een drang naar eenzame overdenkingen in de natuur die ook vele schrijvers en dichters in de romantiek zou bezielen.
In de Duitstalige landen was het de Sturm und Drang beweging, vertolkt door met name Friedrich Schiller waarin zich de Romantiek aankondigde. Deze stroming drukte zich uit in bijzondere aandacht voor het persoonlijke genie en omdat binnen de literatuur vooral maatschappelijke outcasts een hoofdrol toebedeeld was, waren er ook politieke implicaties aan verbonden. 
Nederlandse preromantici waren onder anderen Jacobus Bellamy en Rhijnvis Feith.
Prof. dr. Willem van den Berg, kenner van de romantiek, heeft overigens ernstige bezwaren ingebracht tegen de term preromantiek; hij acht de term niet verhelderend voor een scherp onderscheidend historisch inzicht.